# Meyern-Hohenberg (Adelsgeschlecht)

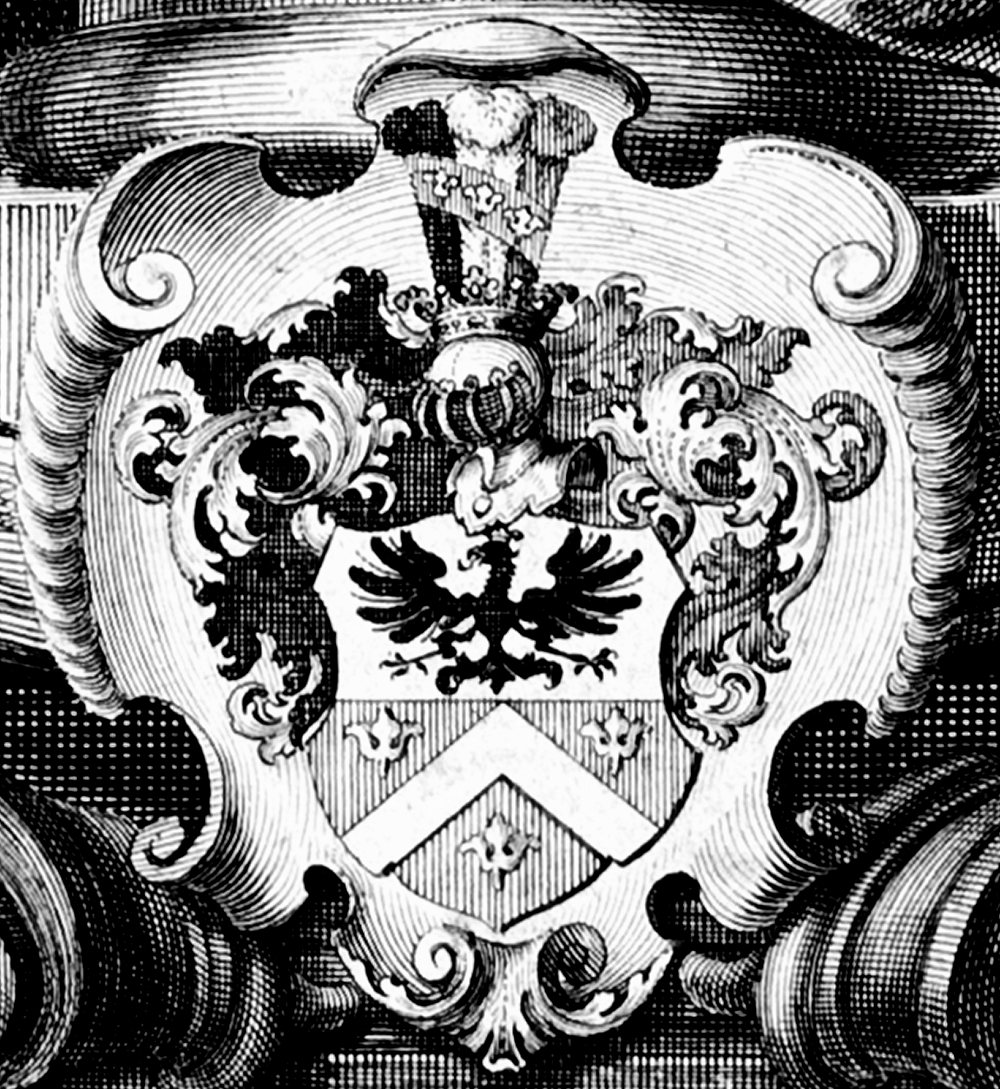
Wappen der ältere Linie von Meyern

Meyern, Meyern von Hohenberg oder von Meyern-Hohenberg ist der Name eines ursprünglich aus dem böhmischen Vogtland stammenden Adelsgeschlechts.

## Geschichte
Das Geschlecht, so die ältere Literatur, führt seinen Ursprung zurück auf den Hammerherrn Blasius Meyern in Graslitz (Kraslice), der wegen seiner Erfahrung in Bergwerkssachen und im Münzwesen von Kaiser Rudolf II. als Bergwerksdirektor nach Ungarn berufen wurde. 1592 musste er wegen des Einfalls der Türken im Langen Türkenkrieg Ungarn verlassen und kam in das Fürstentum Bayreuth. Von seinen Söhnen erwarb einer Grundbesitz in Österreich; zu seinen Nachkommen sollen die böhmischen Grafen von Meyern gehört haben. Nach dem Genealogischen Handbuch des Adels beginnt die sichere Stammreihe mit Hans Meyer (* um 1540; † 1604) in Hadermannsgrün.
Von den im Fürstentum Bayreuth lebenden Nachkommen trat der Jurist Johann Gottfried von Meiern/Meyern in hannoversche Dienste und wurde Geheimer Justizrat und Archivar in Hannover. Er wurde durch die Herausgabe der Acta Pacis et Executionis Westphalicae und der Acta Comitialia Ratisbonensia bekannt. Sein Vater, Johann Simon von Meyern, war Geheimer Kammerrat und Kammer-Direktor in Bayreuth; er erhielt 1715 den Reichsadel und begründete die ältere Linie.
Sein Vetter war der Bayreuther Reichspostmeister Johann Anton Meier, der Begründer der jüngeren Linie. Von seinen Söhnen war Adam Anton von Meyern (1700–1774) von 1738 bis 1742 markgräflich bayreuthscher bevollmächtigter Minister am kaiserlichen Hof in Wien, dann Kammer-Direktor und Minister in Bayreuth und von 1748 bis 1752 Amtshauptmann und Kurator der Universität Erlangen. Dessen Bruder Johann Gottlob von Meyern wurde erst bayreuthischer Kammerherr, Hof- und Landschaftsrat, dann aber 1763 nach Braunschweig berufen und zum Landdrosten des Weserdistricts in Holzminden bestellt. Er hinterließ aus zwei Ehen zehn Söhne und neun Töchter. Davon standen später noch vier Söhne in braunschweigischen, coburgischen und preußischen Diensten.
Die vier Söhne waren: Heinrich von Meyern, preußischer Major († 1810); Wilhelm von Meyern-Hohenberg († 1848), preußischer Generalmajor; August von Meyern-Hohenberg, sachsen-coburg-gothaischer Generalmajor, Herr auf Hohenberg, Krusemark und Germerslage, und Ferdinand von Meyern-Hohenberg, sachsen-coburg-gothaischer Geheimrat und Oberhofmarschall.
August von Meyern-Hohenberg, von dessen in der Altmark gelegenem Gut Hohenberg die Familie den Besitznamen von Hohenberg angenommen hatte, der seit 1815 offizieller Namensbestandteil war, starb 1845 mit Hinterlassung einer Tochter und Erbin, Pauline (* 1820) aus der Ehe mit Auguste Gräfin von Görtz-Wrisberg, die 1844 Friedrich Graf von der Schulenburg-Altenhausen heiratete. Sie stiftete das Familienfideikommiss Hohenberg und Krusemark. Zu den möglichen Nutznießern gehörten neben ihren eigenen Nachkommen die Nachkommen der vollbürtigen Brüder ihres Vaters. Deshalb nahmen auch diese den Namen von Meyern-Hohenberg an.
Ferdinand von Meyern-Hohenberg setzte den freiherrlichen Stamm fort.

## Standeserhebungen
- 16. April 1715 Reichsadel für Johann Simon von Meiern durch Kaiser Karl VI.
- 16. März 1736 Reichsadel für Johann Anton von Meyern  (gleiches Wappen wie vor, aber ohne Krone)
- 1748 böhmischer Grafenstand für Feldmarschalllieutenant Johann Friedrich von Meyern und Daniel Joseph Mayer von Mayern (Graf von Meyern), Erzbischof von Prag
- 14. April 1815 Immatrikulation im Königreich Bayern bei der Adelsklasse für Sigmund Johann Philipp von Meyern, Königlich bayerischer Generalmajor a. D.
- 10. März 1817 königlich preußische Erlaubnis für August Wilhelm von Meyern, sich nach dem Sitz Hohenberg in der Altmark Meyern von Hohenberg zu nennen
- 10. Januar 1854 Sachsen-Coburg-Gothaische Anerkennung des Freiherrnstands und der Namensform von Meyern-Hohenberg für die Brüder Friedrich, auf Hohenberg, königlich großbritannischer Kapitän, Gustav, herzoglich sachsen-coburg-gothaischen Kabinettsrat, und Leopold Meyern von Hohenberg, K.K. Hauptmann
- 31. Mai 1854 österreichische Prävalierung des Freiherrnstandes für Leopold von Meyern-Hohenberg

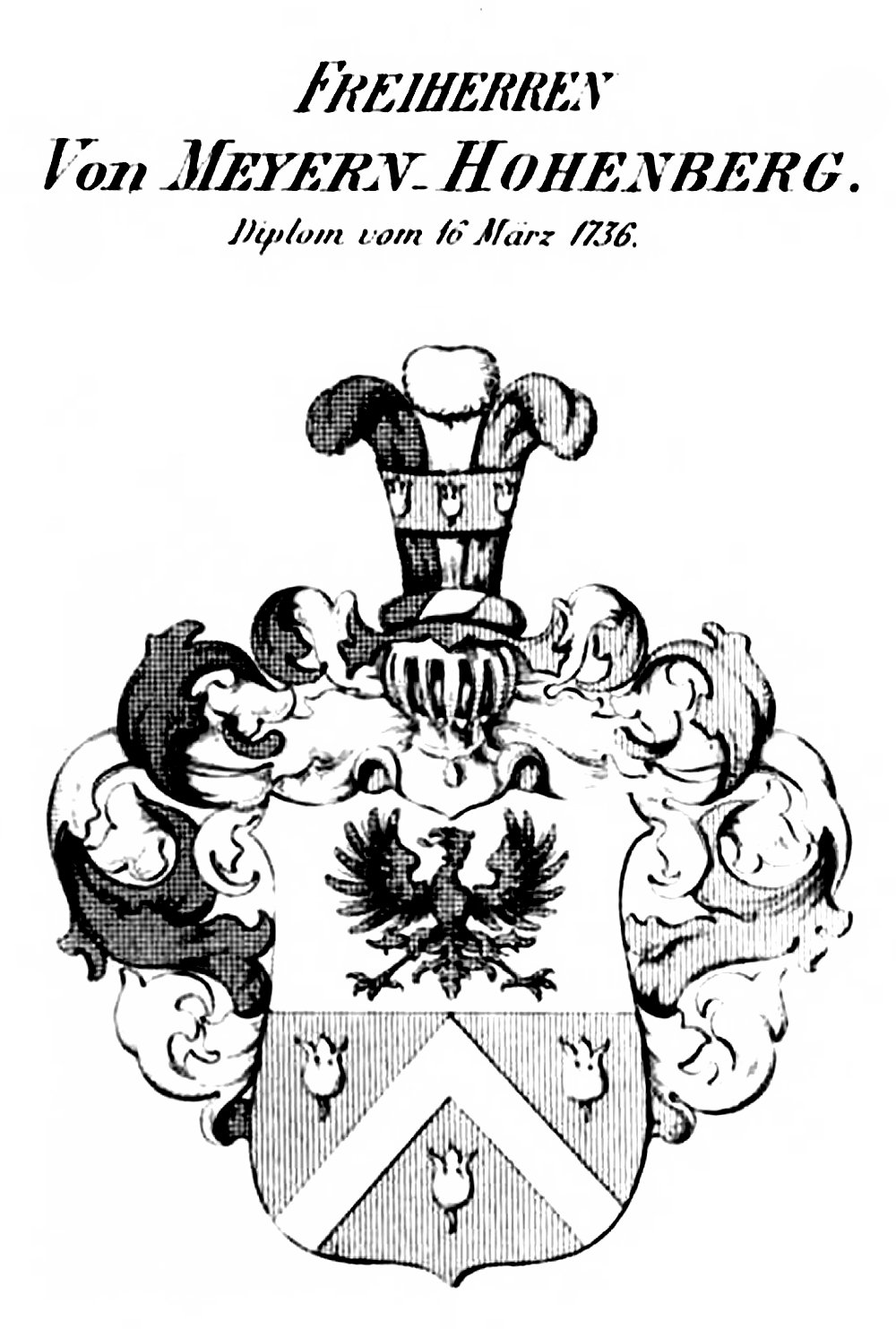
Wappen der jüngeren Linie (ohne Krone)

## Wappen
Das Stammwappen zeigt in einem quer geteilten Schild oben in Silber einen gekrönten aufwachsenden rot-bezungten schwarzen Adler und unten in Rot einen silbernernSparren, begleitet von drei (2/1) silbernen Rosen oder Maiblütenkelchen. Auf dem Helm drei Straußenfedern (Schwarz, silber, rot), umgeben von einem mit den drei Maiblumen belegten roten Band. Die Helmdecken sind rechts schwarz und silber, links rot und silber.

## Besitzungen
- Palais in Bayreuth:
  - Posthalterei oder Postei, Friedrichstraße 15, erbaut von Johann Anton Meier
  - Palais Meyern an der Rennbahn, erbaut 1746 von Adam Anton von Meyern, in den 1750er Jahren in das Neue Schloss Bayreuth integriert
  - Palais Meyern, Friedrichstraße 16, erbaut 1750 von Johann Gottlob von Meyern, heute Verwaltungsgericht Bayreuth
- Meyernberg (1753 nach  Johann Gottlob von Meyern benannt)
- Rittergut Hohenberg in der Altmark

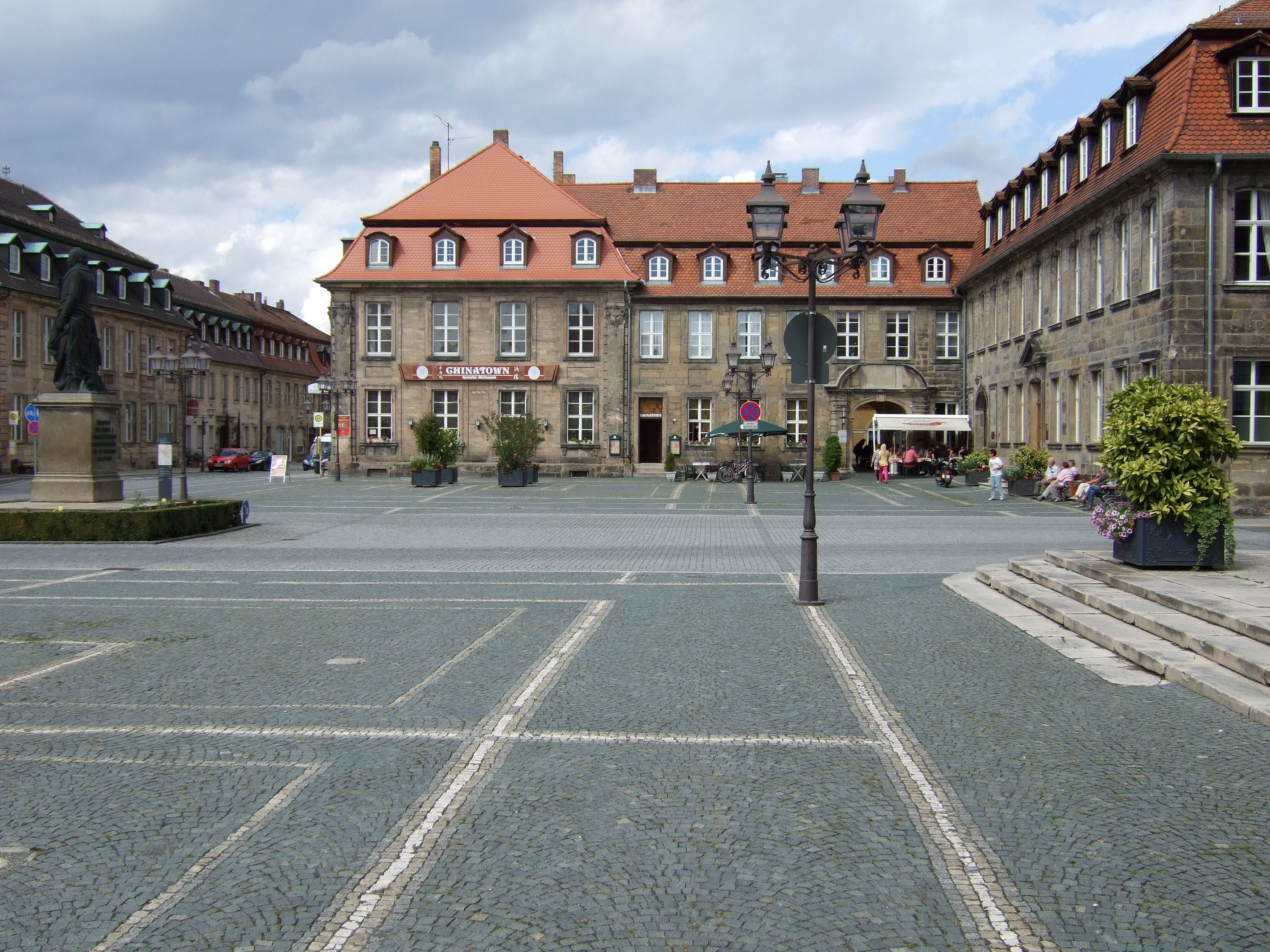
Postei
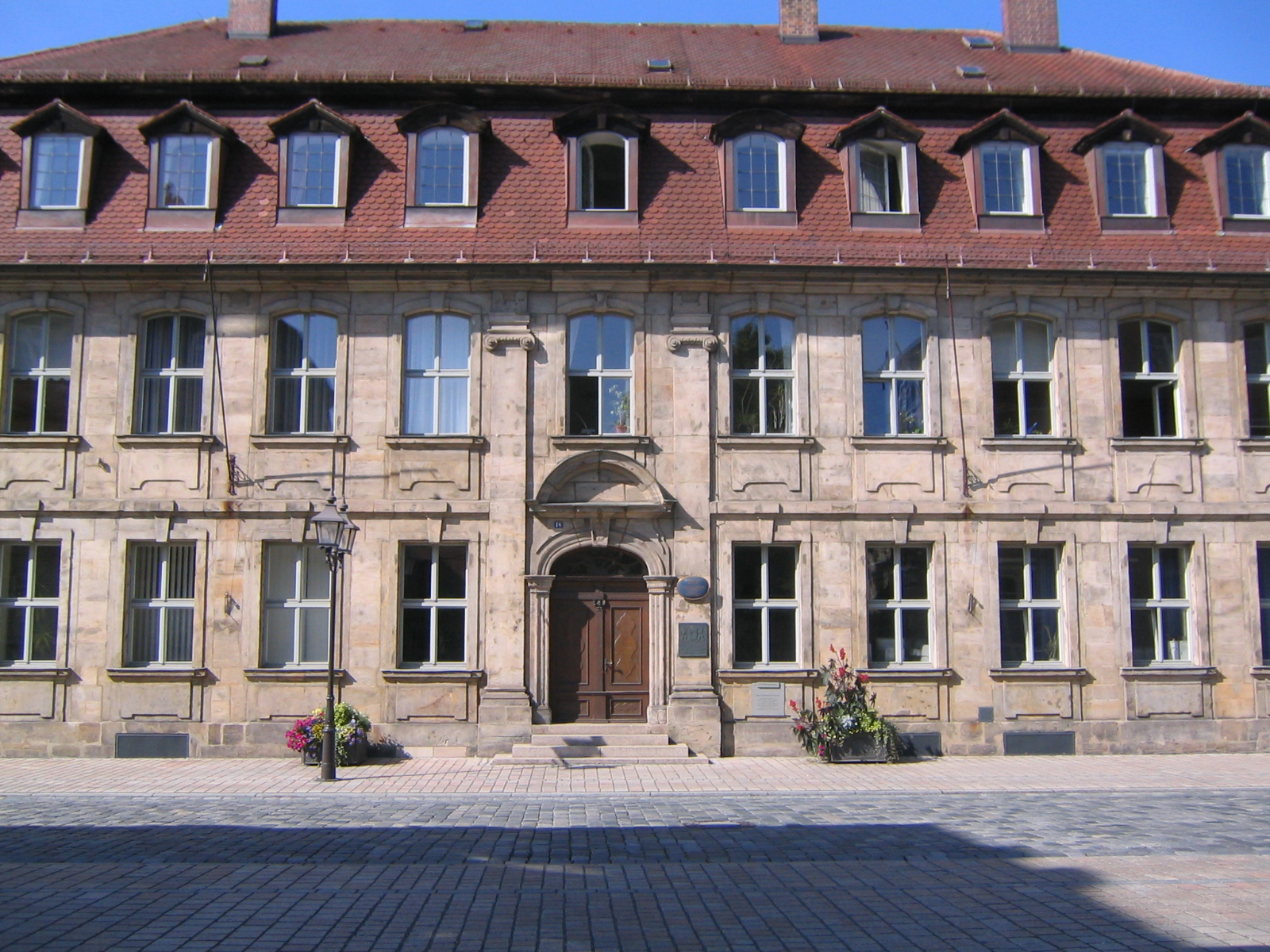
Palais Meyern (Verwaltungsgericht)
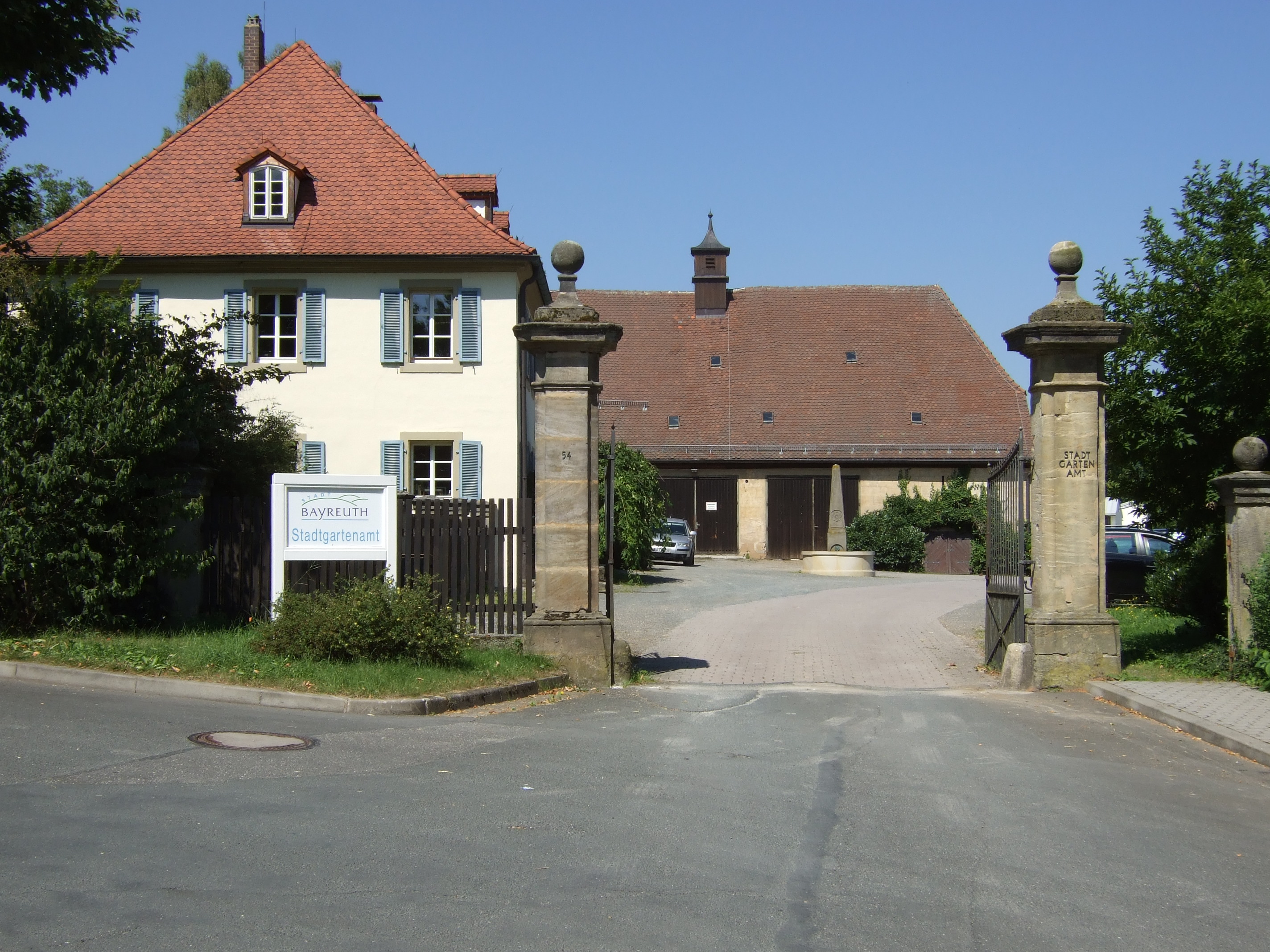
Meyernberg
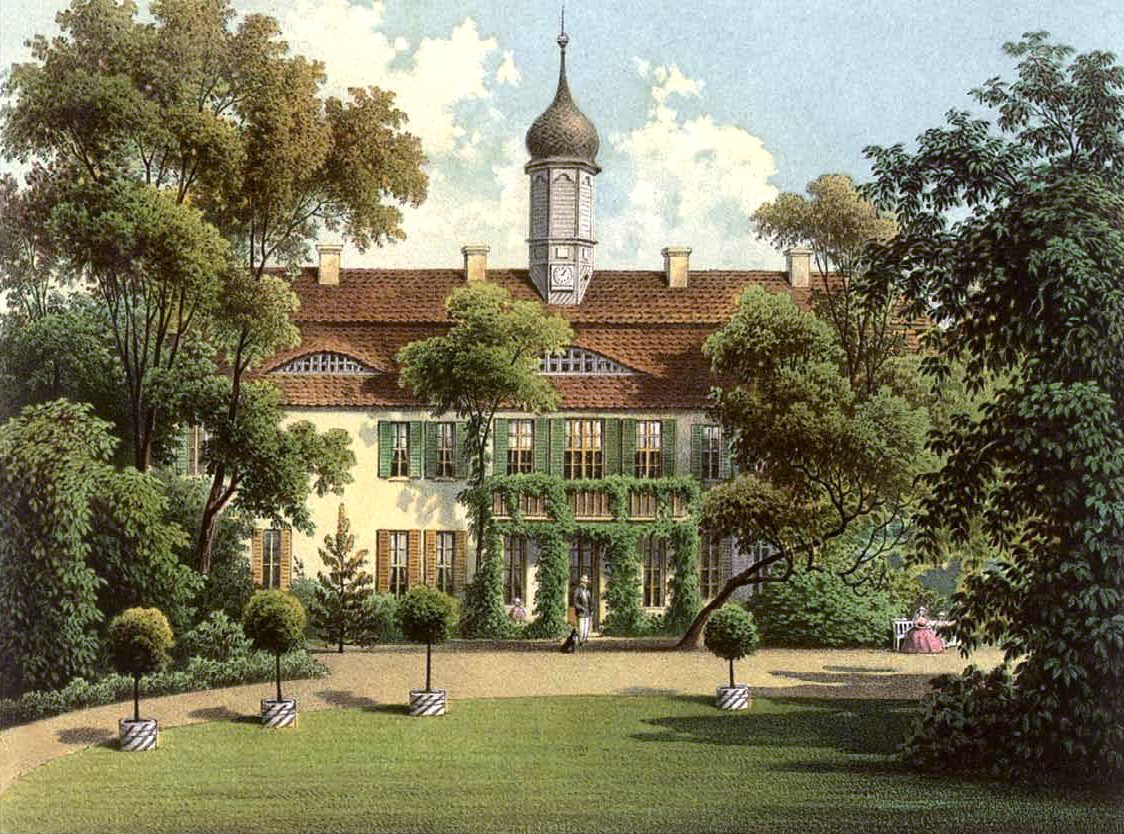
Schloss Hohenberg (Sammlung Duncker)

## Bekannte Familienmitglieder
- Johann Gottfried von Meiern (1692–1745), Geheimer Archivar in Hannover
- Adam Anton von Meyern (1700–1774), Kammerrat in Bayreuth, Amtshauptmann und Universitätskurator in Erlangen
- Johann Gottlob von Meyern (1720–1789), Landdrost im Weserdepartment (Fürstentum Braunschweig-Wolfenbüttel)
- Wilhelm von Meyern-Hohenberg (1773–1848), preußischer Generalmajor
- August von Meyern-Hohenberg (1771–1845), sachsen-coburg-gothaischer Generalmajor
- Ferdinand von Meyern-Hohenberg (1770–1841), Geheimrat und Oberhofmarschall in Coburg
- Louise von Meyern-Hohenberg (1815–1865), Malerin und Bildhauerin
- Gustav von Meyern-Hohenberg (1820–1878), Jurist, Dramatiker und Theaterintendant
- Luise Freiin von Meyern-Hohenberg, verheiratete Luise von Schlözer (1823–1907), deutsche Malerin
- Wilhelmine von Meyern-Hohenberg (1828–1887) ⚭ Ferdinand von Lepel (1779–1873)
- Gottfried Meyern von Hohenberg (1864–1934), österreichischer Admiral und Tennispionier[3]
- Clara von Meyern-Hohenberg (1912–2001) ⚭ Karl Fürst zu Hohenlohe-Bartenstein (1905–1950)
- Christophe von Hohenberg (* 1952), US-amerikanischer Fotograf

Johann Gottfried von Meiern
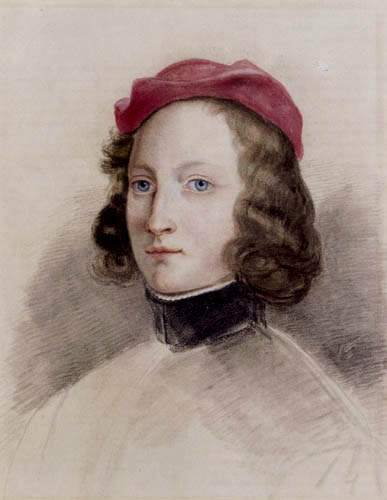
Louise Seidler: Louise von Meyern-Hohenberg (1834)
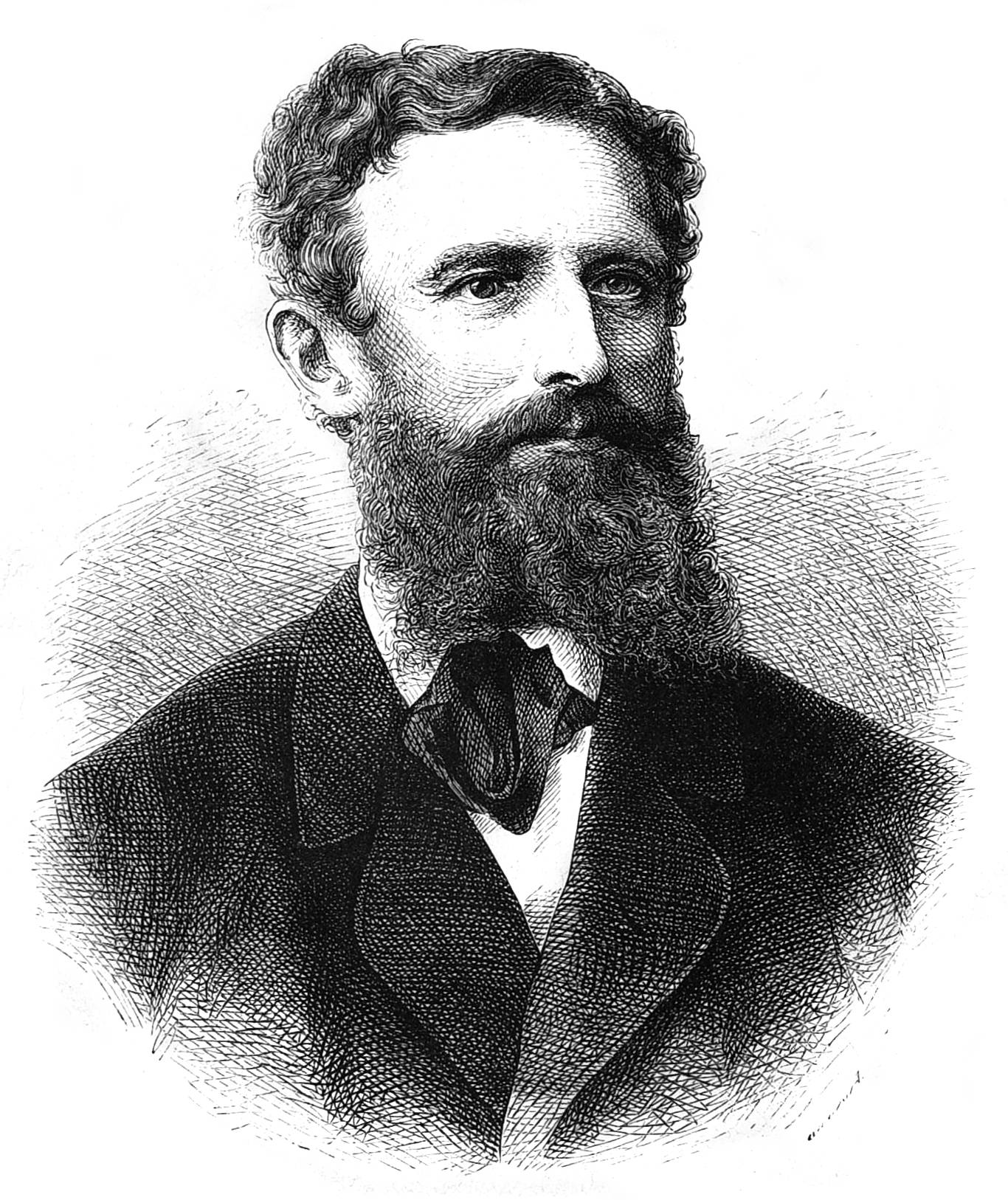
Gustav von Meyern-Hohenberg

## Familienarchiv
Das Familienarchiv wird im Staatsarchiv Coburg verwahrt.